# Speedfitness
A speedfitness módszer egy elektromos izomstimulációt alkalmazó tréning. Az EMS, az angol electro-myo-stimulation = elektromos izomstimuláció fogalmának rövidítése. A hagyományos erősítő edzés és az EMS-tréning edzéselvei átfedéseket mutatnak, mivel mindkét eljárás az ember sportmotoros képességeinek, erejének növelését tűzte ki célul. Rehabilitációs célokra  a módszert már régóta használják. A gyógyászatban a páciens passzív módon mozgatja meg izmait. Ezzel ellentétben a speedfitness ugyanezt a technológiát felhasználva aktív módon edzi meg a test izmainak 90%-át.

## A kezdetek
Az elektromos áram emberi szervezetre gyakorolt kedvező hatása már több száz éve ismert. Állítólag már az ókori rómaiak is felfigyeltek erre a módszerre és ráják elektromos impulzusait használták gyógyászati célokra. A módszer azóta továbbfejlődött és mára mesterséges impulzusokat használnak a kívánt hatás elérésére. A technológiával az űrkutatásban is kísérleteztek. Súlytalan körülmények között az emberi test izmai elkezdenek gyengülni. Hagyományos módszerekkel ennek megakadályozása nem egyszerű feladat. Ekkor fordult a tudósok figyelme ismét az EMS technológia felé, ami számos tanulmány és kutatás alapja lett.
Shi Zhou professzor a Dél Keresztje Egyetem tudósa társaival egy hathetes, 30 önkéntes fiatalemberen végzett kutatás eredményeként bizonyította, hogy heti háromszor húsz percen át az 50 Hz-es, 50-100 mA-es áramforrással 5 mp bekapcsolás és 10 mp-es pihenő ritmusban végzett gyakorlatok nemcsak a kezelt jobb láb izomzatának és izomerejének növekedését idézték elő, de a másik, elektromossággal egyáltalán nem ingerelt láb combizma is fejlődött. Archiválva 2015. szeptember 25-i dátummal a Wayback Machine-ben Németországban élsportolókon hajtottak végre kísérleteket. Ott azt tapasztalták, hogy sérülések valamint nagy megerőltetéssel járó meccsek után az EMS-kezelésen átesett sportolók izomzata hamarabb regenerálódott.

## Speedfitness tréning
A tréning előtt az edzeni vágyó nagyobb izomcsoportjaira egy-egy elektródát erősítenek. Ezek segítenek a nagyobb és intenzívebb izom összehúzódás elérésében. Az edzés mindössze 15 percig tart. Ez alatt 4 másodperces időközönként váltják egymást a stimulációs és a pihenő periódusok. A stimulációs periódus idején egyszerű gyakorlatokat kell végezni, így növelve az edzés hatékonyságát.
A Speedfitness abban különbözik az elődjeitől, hogy
- minden eddigi stimulációnál mélyebben hatol az izmokba,
- egységnyi idő alatt lényegesen több izom összehúzódásra késztet, és nagyobb izommunkát végeztet,
- kiterjed a test izomzatának 90%-ára,
- elektromos impulzusai egyenletesen oszlanak el a szokatlanul nagyméretű elektródák felületén, így nincsenek erős rázást okozó, csípős pontok.

A módszer teljesen biztonságos. 8 éven keresztül fejlesztették Németországban. Lényege, hogy az izom összehúzódást nem súlyok emelésével érjük el, hanem az EMS technológiát használva, mely közvetlenül az izmot dolgoztatja. Így elkerülhetjük az ízületek és inak sérülését, mivel a mozgás során azok nem kapnak terhelést.

### Terhelés változtatása
Az EMS gépen minden egyes elektródát külön-külön szabályozhatunk. Ezáltal minden egyes izomcsoportra beállítható a megfelelő terhelés, ami lehetővé teszi az izomcsoportok célzott stimulálását. Az edzés kezdetén mindenki beállít egy alap terhelést, melyet a továbbiakban a gyakorlatoknak megfelelően az edző fog változtatni.
A terhelés nagysága egyénenként változó. A test vezetőképessége függ az alany testfelépítésétől, testtömeg-indexétől, valamint a lelki állapotától (verejtékezés). 

### Az edzés rendszeressége
Egy edzés 15 percig tart. Egy héten 2 alkalom az ajánlott, mivel az edzés nagyon intenzív. A tréning hatása a terheléstől és a közben végzett gyakorlatoktól függ. Egyaránt alkalmas izomnövelésre, súly csökkentésre, valamint rehabilitációs célokra is. A súlycsökkentő hatás fontos része a regeneráció. Az edzést követően fokozódik az anyagcsere, ami 2 nap után is átlag feletti értékeket mutat.

### Az izmok viselkedése
A Speedfitness esetében a sorozatszám nagyobb. A különböző gyakorlatok által különböző izomcsoportokra helyeződik a hangsúly, az alap feszültség mégis megmarad a teljes izomzatra minden impulzusnál. Az EMS technológia beállítástól függően akár másodpercenként 80-szor is képes stimulálni az izmokat. Ez egy 15 perces edzés alkalmával 150-szer intenzívebb izom összehúzódást eredményez.

## A speedfitness hatásai
- A maximális erő növekedése
- Izomépítés (hipertrófia)
- Muszkuláris diszbalanszok (izomzati egyenlőtlenségek) kiegyenlítése
- Tartásjavulás
- Súlycsökkenés
- Anyagcsere aktiválása
- Cellulit kezelés
- Teljesítményfokozás

## Külső hivatkozások
Morvai, Katalin. „Teszt: Speedfitness”, hetivalasz.hu/eletstilus/, 2010. szeptember 29.. [2011. február 2-i dátummal az eredetiből archiválva] (Hozzáférés: 2011. február 19.) 
Homefit - Speedfitness Budapest Archiválva 2013. október 18-i dátummal a Wayback Machine-ben